# 香取秀真
香取 秀真（かとり ほつま、1874年1月1日 - 1954年1月31日）は日本の鋳金工芸作家、歌人である。学問としての金工史を確立し、研究者としても優れた。日本における美術の工芸家として初の文化勲章を受章。東京美術学校（現在の東京藝術大学）教授、芸術院会員。
帝室博物館（現在の東京国立博物館）技芸員、国宝保存会常務委員、文化財審議会専門委員などを歴任。秀真は雅号で、本名は秀治郎。金工の人間国宝である香取正彦は長男。

## 生涯
千葉県印旛郡船穂村（現在の印西市）に生まれるも、5歳で佐倉の麻賀多神社の宮司、郡司秀綱の養子となる。一時両親のもとに帰るが、7歳からの10年間を佐倉で過ごす。佐倉周辺は遺跡や古い寺院が多く、秀真は、幼い頃から古代への関心を抱いていた。1889年、佐倉集成学校（現在の千葉県立佐倉高等学校）に学ぶ。また和歌を作りはじめ、佐倉集成学校の蔵書『万葉集』を写し作歌を学んだ。この頃から、古代への関心が更に強くなり、昔から作られていた様な仏像などを自分の手で作ってみたいと思うようになる。そこで、秀真は、秀綱に上京したい、と願い出た。秀真が東京に出て仏師になった場合、後を継いで麻賀多神社の宮司になる人がいなくなってしまうが、秀綱自身も、学問に優れた人で、秀真の実力は認めていたため、その願いを聞き入れた。秀真は後に、「私が東京に出て勉強できたのは養父の恩恵によるものです。」と回顧している。麻賀多神社の境内には、現在でも秀真が作った釣り灯篭が奉納されている。
1891年、東京美術学校（現在の東京藝術大学）に首席で合格、鋳金科へ進み1896年に卒業。卒業制作は『上古婦人立像』。その翌年、佐倉市にある旅館の娘たまと結婚。翌年、長男香取正彦が生まれる。
1898年に「日本美術協会展」で『獅子置物』が褒状1等になり、1900年のパリ万国博覧会で銀賞碑を受けるなど国際的に活躍。しかし実際には作品はなかなか売れず、厳しい生活が続いていた。鋳金を行うには、模型や鋳型を作ったり、金属を溶かしたりするので、一人では出来ず、何人かの弟子とともに生活していた。秀真は妻の嫁入り道具を売り、彼らを養った、といわれている。やがて、極度の貧困生活に耐えかねた妻、たまが、故郷に帰ってしまい秀真は途方に暮れる。そんな時、印西市吉高に住む友人、富井惣之助の家を何度か訪れては、実家や養父に言えぬ心の内を明かしていたという。秀真の身の回りの世話をしていた養母の母である、金子うしの協力もあり、秀真は再起の努力を続け、1903年に再婚。1933年には東京美術学校教授となり学問として母校で「鋳金史」「彫金史」などを講義、多くの後進を育てた。秀真はこの後意欲的に作品を制作。その技術を高め、名実とともに鋳金の世界の第一人者として認められるようになる。また、金工史の研究にも取り組み『日本金工史』『金工史談』『日本鋳工史』など学術著書は40冊を超え、同時に多くの研究論文も残す。また帝展（帝国美術展覧会、現在の日展）の工芸部設置では同郷の津田信夫と共に尽力し、金工（金属工芸）を美術として社会的に認知させる努力をした。1934年12月3日帝室技芸員となる。1953年、これらの功績を認められ文化勲章を叙勲された。同年に文化功労者として顕彰。
伊藤左千夫、長塚節らと、正岡子規門下の根岸短歌会のアララギ派の歌人としても活躍し、1954年の宮中新年歌会始の召人として召歌を奏上することが許された。生前に『天之真榊』など数冊の歌集を出版した。小説家の芥川龍之介、高浜虚子とも親交があったとされる。
1954年に急性肺炎のため81歳で没する。墓所は豪徳寺（東京都世田谷区）。

## 『伝統派』香取秀真
秀真の作品は「古典派」「伝統派」と呼ばれ、東洋や日本の古い形・紋様を基本としながら、実用性重視の作品を制作していた。
と実用の重要性を述べている。更に
使用することを前提とし、使いやすく、手触りが良く、その上美しいことが重要である、と主張している。古い作品から学び取った事を自分の作品に投影して古典に基づく制作をしていた。伝統派の秀真であるが、新思潮によるフォルムや、新たな想像性を作品に加えることも行っている。例えば秀真の作品の一つである「鳳凰香炉」では、古代からの形に、写実的な動物の顔や手足を組み合わせている。鳳凰の顔はそれまでの鳳凰に比べ、丸みを帯びたフォルムが特徴的である。また「鳩香炉」では、羽には古い紋様が施され、古典的なイメージを保ちながらも、鳩の脚はアール・デコを思わせる直線的な面取りがなされ、新たな主張を意識した作品になっている。

## 主な作品

### 工芸品
- 「八稜鏡瑞鳥文喰籠」（京都国立近代美術館蔵）青銅・鋳造 一合 昭和初期（20世紀）
- 「雷文鋳銅花瓶」（東京国立近代美術館蔵）
- 「瑞鳥銅印」（東京藝術大学大学美術館蔵）
- 「霊獣文大花瓶」（千葉県立美術館蔵）
- 「笑獅子香炉」（千葉県立美術館蔵）
- 「鴛鴦文銅花瓶」（佐倉市立美術館蔵）
- 「鳩香炉」（佐倉市立美術館蔵）
- 「金銅獅子脚」（メタルアートミュージアム光の谷蔵）銅・鍍金 一合 大正14年（1925年）
- 「両耳三足香炉」（メタルアートミュージアム光の谷蔵）一合 昭和3年（1928年）
- 「唐草文花瓶」（メタルアートミュージアム光の谷蔵）
- 「高山寺梵鐘」（高山寺蔵） 青銅 昭和6年（1931年）[4]
- 「仁和寺金堂梵鐘」（仁和寺蔵） 青銅 昭和14年（1939年）[4]
- 「獅子牡丹文水盤」
- 「獅子置物」

### 学術著書・研究論文
- 『日本金工史』
- 『金工史談』
- 『続金工史談』
- 『日本鋳工史』

### 歌集
- 『天之真榊』
- 『還暦以後』

## 参考番組
- スカパー!CS342chヒストリーチャンネル「第3回ヒストリーアワード」入選作品　広域高速ネット二九六『香取秀真と津田信夫～二人の鋳金作家～』[出典無効][リンク切れ]

番組内のナレーションより抜粋。